# DESY
DESY (произнася се дѐзи) е абревиатура на Deuthches Electronen Synchrotron (Германски електронен синхротрон) е най-големият изследователски център на Германия в областта на физиката на елементарните частици.
С годините центърът се е разраснал и има 2 големи клона – DESY Hamburg и DESY Zeuthen. От създаването му в него са проведени и се провеждат редица експерименти от голяма значимост.

## Ускорители и детектори

### HERA
От 1991 г. в лабораторията DESY действа ускорителят HERA, плод на дългогодишен труд на множество инженери, физици и специалисти от областта на ускорителната физика.
В началото на седемдесетте се ражда идея за голям електронен микроскоп за протони – устройство, което ще помага на хората да изследват най-малките тайни на материята и фундаменталните взаимодействия. Тази идея се осъществява под името HERA – Hadron Electron Ring Accelerator – ускорител на насрещни снопове на електрони и протони, съответно с енергии 27,5 GeV и 820 GeV (от 2001 г. – 920 GeV). Първото стълкновение на електрон и протон е осъществено на 19 октомври 1991 г. с енергия на стълкновението {\displaystyle {\sqrt {s}}\approx 320~GeV} (енергия на центъра на масите). Адроните, произведени от това високоенергийно взаимодействие (наричано дълбоко нееластично разсейване), се засичат на два от трите детектора, които се намират на HERA: H1 и ZEUS. HERA ще предоставя електрони и протони на H1 и ZEUS до лятото на 2007 г.

#### H1
Детекторът H1 е типичен колайдер детектор с {\displaystyle 4\pi } геометрия. Това означава, че е разположен в {\displaystyle 4\pi } пространствен ъгъл около точката на стълкновението (т.е. обгръща точката от всички страни). H1 тежи 2800 тона.
Проектиран да измерва импулсите и енергиите на високоенергетични частици, родени по време на взаимодействието, детекторът като цяло е много сложно устройство. Предполага се (поради голямата енергия на протоните в сравнение с електроните), че повечето от частиците ще бъдат излъчени в посока на протона. Ето защо H1 е построен асиметрично. От друга страна, в посока на електрона има калориметър, който е предназначен да измерва прецизно импулсите на отразените електрони.
Калориметрите и трековите системи са заобиколени от свръхпроводяща намотка, която предоставя магнитно поле, за да могат да се контролират импулсите и енергиите на частиците.